# Carl Olof Grawallius
Carl Olof Grawallius, född 5 februari 1786 i Jakobs församling, Stockholms stad, död 16 januari 1861 i Ulrika Eleonora församling, samma stad, var en svensk präst.

## Biografi
Carl Olof Grawallius föddes 1786 i Jakobs församling, Stockholm. Han var son till kyrkoherden Peter Grawallius i Överjärna församling och Maria Catharina Zickerman. Grawallius blev 19 oktober 1808 student vid Uppsala universitet och var medlem i Södermanlands-Nerikes nation. Han avlade 15 juni 1812 magisterexamen och prästvigdes 11 oktober 1812 i Strängnäs domkyrka till huspredikant hos majoren friherre Fredrik Hierta. Grawallius avlade 3 november 1813 pastoralexamen och blev 19 april 1814 bataljonspredikant i Svea livgarde. Under somrarna 1816 och 1820 var han predikant vid Djurgårdens hälsobrunn och fördes 1824 upp som förslag till kyrkoherdetjänsten i Askers församling.. Han blev 7 juni 1825 regementspastor och blev 14 december 1825 assessor i Hovkonsistorium. Under 1831 fördes han åter upp som förslag på kyrkoherdetjänsten i Askers församling. Grawallius fick 15 februari 1834 fältprosts namn, heder och värdighet och utnämndes 1843 till ledamot av Nordstjärneorden. År 1841 vill man att han skulle provpredika för kyrkoherdetjänsten i Sankt Nikolai församling, Stockholm, men han avböjde det. Han blev 17 juli 1847 kyrkoherde i Ulrika Eleonora församling, tillträdde 1 maj 1849 och blev 10 augusti 1847 assessor i Stockholms stads konsistorium. Grawallius avled 1861 i Ulrika Eleonora församling.
Ett porträtt av Grawallius ägs av Ulrika Eleonora församling.